# Popovice (kraj południowomorawski)
Popovice (niem. Popowitz) – wieś w południowych Czechach, w kraju południowomorawskim, w powiecie Brno, w gminie z rozszerzonymi uprawnieniami Židlochovice, u zbiegu rzek Bobravy i Svratki. Historycznie należą do Moraw, a geograficznie leżą na Obniżeniu Dyjsko-Svrateckim. Od północy i północnego wschodu graniczą z Modřicami, od północnego zachodu z Želešicami, od południa z Rajhradem, od południowego wschodu z Rajhradicami, a od wschodu z Rebešovicami.
Według danych z 2011 r. liczba ludności Popovic wynosi 358 osób. Miejscowość ma powierzchnię 2,61 km².
Pierwsza wzmianka o miejscowości pochodzi z 1048 r. Miejscowa parafia należy do dekanatu Modřice w diecezji brneńskiej.
Przez miasto przebiega autostrada D52 (E461) z Brna do Mikulova, droga wojewódzka nr 452 z Popovic do Kútów koło Brzecławia (alternatywna wobec autostrady D2), a także linia kolejowa z Brna do Brzecławia. W zachodniej części Popovic znajdują się dwa węzły drogowe: Popovice (zjazd z D52 do centrum wsi) oraz Rajhrad (zjazd z D52 na drogę nr 452), a także stacja kolejowa Popovice u Rajhradu. Popovice łączą z Brnem, Modřicami i Rajhradem podmiejskie linie autobusowe nr 505, 511, 512, 513 i 514.